# Fábrica Braço de Prata (centro cultural)
A Fábrica Braço de Prata é um centro cultural privado, que ocupa as instalações da sede da antiga Fábrica Militar de Braço de Prata, em Lisboa.
O centro cultural foi criado em junho de 2007 e inclui uma livraria, salas de exposições, salas de cinema e teatro e sala de espetáculos musicais.